# Giurassico superiore
| Periodo                                                                                      | Epoca                | Piano          | Età (Ma)    |
| -------------------------------------------------------------------------------------------- | -------------------- | -------------- | ----------- |
| Cretacico                                                                                    | Cretacico inferiore  | Berriasiano    | Più recente |
| Giurassico                                                                                   | Giurassico superiore | Titoniano      | 149,2 ± 0,7 |
| Giurassico                                                                                   | Giurassico superiore | Kimmeridgiano  | 154,8 ± 0,8 |
| Giurassico                                                                                   | Giurassico superiore | Oxfordiano     | 161,5 ± 1,0 |
| Giurassico                                                                                   | Giurassico medio     | Calloviano     | 165,3 ± 1,1 |
| Giurassico                                                                                   | Giurassico medio     | Bathoniano     | 168,2 ± 1,2 |
| Giurassico                                                                                   | Giurassico medio     | Bajociano      | 170,9 ± 0,8 |
| Giurassico                                                                                   | Giurassico medio     | Aaleniano      | 174,7 ± 0,8 |
| Giurassico                                                                                   | Giurassico inferiore | Toarciano      | 184,2 ± 0,3 |
| Giurassico                                                                                   | Giurassico inferiore | Pliensbachiano | 192,9 ± 0,3 |
| Giurassico                                                                                   | Giurassico inferiore | Sinemuriano    | 199,5 ± 0,3 |
| Giurassico                                                                                   | Giurassico inferiore | Hettangiano    | 201,4 ± 0,3 |
| Triassico                                                                                    | Triassico superiore  | Retico         | Più antico  |
| Suddivisione del Giurassico secondo la Commissione internazionale di stratigrafia dell'IUGS. |                      |                |             |

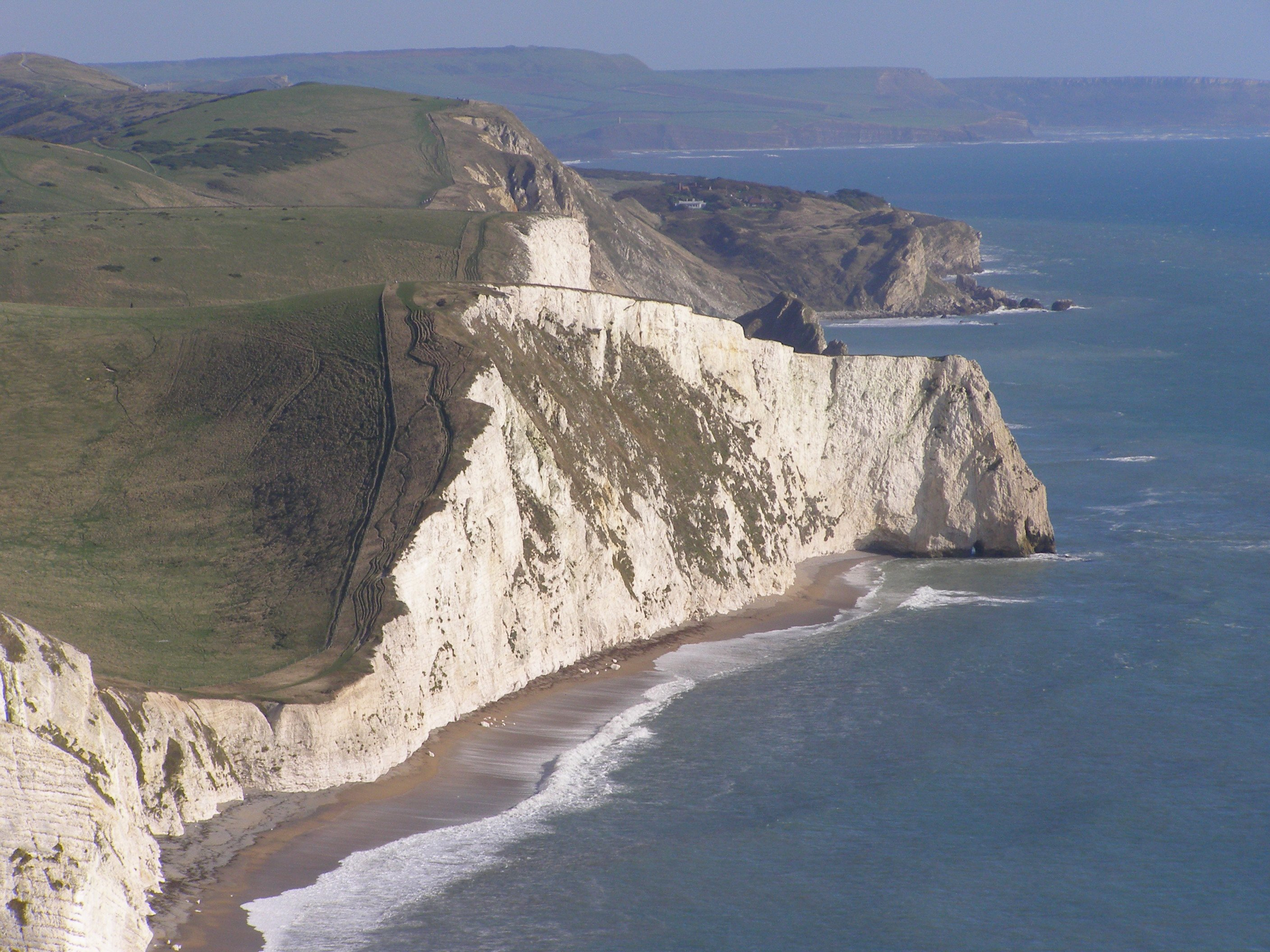
La scogliera calcarea di Purbeck, appartenente al Giurassico superiore, situata nella Jurassic Coast presso la Bat's Head, nel Dorset, UK.

Nella scala dei tempi geologici, il Giurassico superiore, è l'ultima delle tre epoche in cui è suddiviso il periodo Giurassico. Esso si estende cronologicamente da 161,2 ± 4,0 a 145,5 ± 4,0 milioni di anni fa (Ma). È preceduto dal Giurassico medio e seguito dal Cretacico inferiore, la prima epoca del successivo periodo Cretacico. Nella litostratigrafia europea veniva anche indicato come Malm, nome che oggi la IUGS raccomanda di utilizzare solo per gli strati rocciosi di questa epoca e non per definire l'epoca cronostratigrafica.

## Suddivisioni
La Commissione Internazionale di Stratigrafia riconosce per il Giurassico inferiore la suddivisione in tre piani, ordinati dal più recente al più antico secondo il seguente schema:
- Titoniano: da 150,8 ± 4,0 a 145,5 ± 4,0 Ma
- Kimmeridgiano: da 155,6 a 150,8 ± 4,0 Ma
- Oxfordiano: da 161,2 ± 4,0 a 155,6 Ma

## Definizioni stratigrafiche e GSSP

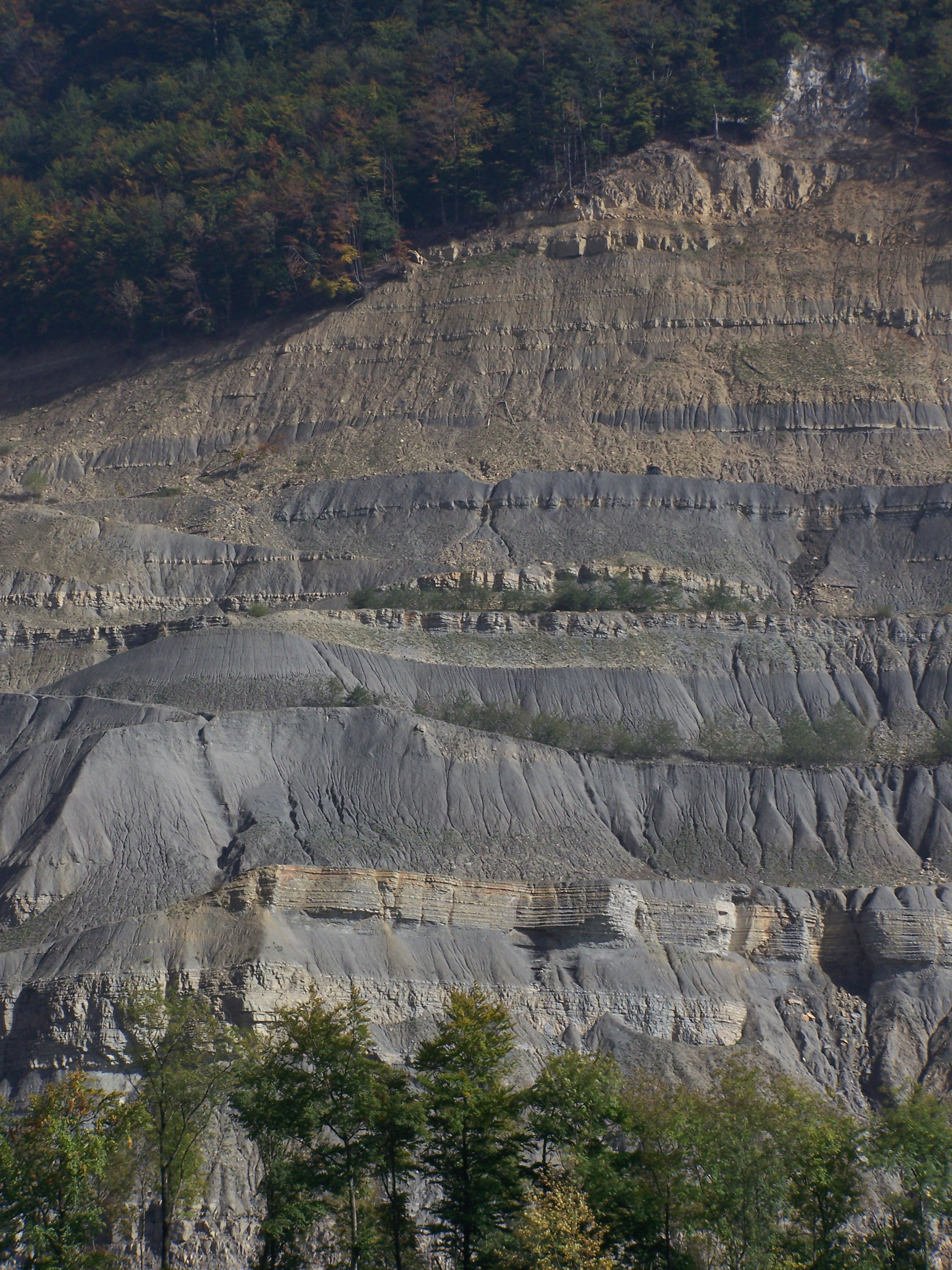
Alternanze di strati di calcare (chiaro e più compatto) e argilla dell'Oxfordiano a Péry-Reuchenette, presso Tavannes, nella catena montuosa del Giura, in Svizzera.

La base del Giurassico superiore coincide con quella del suo primo stadio, l'Oxfordiano, ed è definita dalla prima comparsa negli orizzonti stratigrafici di ammoniti della specie  Brightia thuouxensis.

### GSSP
Il GSSP, il profilo stratigrafico di riferimento della Commissione Internazionale di Stratigrafia, non è ancora stato fissato (2009).

## Forme di vita

### Fauna terrestre
Questo periodo è ben conosciuto per molti tipi di dinosauri:
- Sauropodi:
  - Camarasaurus
  - Brachiosauri
  - Diplodocoidi

Sulla Terra, tuttavia, proliferavano anche molti animali più piccoli come le Lucertole e i primi mammiferi.
Una lista dei principali abitatori della superficie terrestre comprende:
- Camarasaurus, grande dinosauro erbivoro del Nord America.
- Brachiosaurus, grande dinosauro erbivoro del Nord America.
- Diplodocus, grande dinosauro erbivoro del Nord America.
- Europasaurus, piccolo dinosauro erbivoro dell'Europa.
- Supersaurus, probabilmente il più grande sauropode erbivoro del Nord America
- Dicraeosaurus, grande dinosauro erbivoro dell'Africa.
- Giraffatitan, grande dinosauro erbivoro dell'Africa (considerato una specie di Brachiosaurus).
- Allosaurus, il più comune dei Theropoda in Nord America, presente anche in Europa.
- Epanterias, uno dei grandi carnivori del Giurassico nord americano (probabilmente un Allosaurus).
- Torvosaurus, forse il più grande dei carnivori giurassici di Europa e Nord America.
- Ceratosaurus, carnivoro di taglia media, presente in Europa, Nord America e forse Africa.
- Compsognathus, piccolo teropode dell'Europa.
- Yangchuanosaurus, grande teropode dell'Asia.
- Tuojiangosaurus, tireoforo dell'Asia.
- Stegosaurus,  tireoforo del Nord America e Europa.
- Dryosaurus, ornitopode nord americano.
- Camptosaurus, ornitopode nord americano e forse anche europeo.
- Gargoyleosaurus, tireoforo del Nord America.

### Fauna marina
Nei mari proliferavano molti gruppi di rettili marini:
- coccodrilli Metriorhynchidi
- Ittiosauri
  - Ophthalmosaurus, ichthyosaurus comune in Europa e Nord America.
- Plesiosauri
- Pliosauri
  - Liopleurodon, grande pliosauro marino dell'Europa.

A quest'epoca appartiene anche un piccolo crostaceo: il carpopenaeus.

### Fauna dell'aria
- Archaeopteryx, il primo uccello noto dell'Europa.
- Rhamphorhynchus, pterosauro dalla coda lunga dell'Europa.
- Pterodactylus, pterosauro dalla coda corta dell'Europa.